# В поисках новой жизни
В по́исках но́вой жи́зни — второй студийный альбом российской хеви-метал группы «Артерия», который вышел в 2006 году.
Этот альбом фактически является трибьютом и представляет собой альбом ремиксов песен «Арийского» периода авторства Сергея Терентьева.

## Об альбоме
В альбом вошли шесть песен из «Арии» с новыми аранжировками и вокалом Сергея Сергеева, перезаписанная песня «Звёзды легли на дно» с сольного альбома Сергея Терентьева «30+3+Infinity» и две новые песни (единственные новые песни, записанные вместе с Сергеем Сергеевым).
Название альбома является аллюзией на название концертного альбома «Арии» «В поисках новой жертвы».

## Список композиций
Все тексты написаны Маргаритой Пушкиной, если не указано другое, вся музыка написана Сергеем Терентьевым, если не указано другое.
| №   | Название                                         | Текст песни                                          | Музыка                     | Длительность |
| --- | ------------------------------------------------ | ---------------------------------------------------- | -------------------------- | ------------ |
| 1.  | «В поисках новой жизни»                          | Терентьев, Сергей Сергеев                            |                            | 4:37         |
| 2.  | «Вход/выход»                                     | Терентьев, Сергеев, Николай Коршунов, Вячеслав Селин |                            | 5:20         |
| 3.  | «Дьявольский зной»                               |                                                      |                            | 4:47         |
| 4.  | «Потерянный рай»                                 |                                                      |                            | 5:37         |
| 5.  | «Звёзды легли на дно»                            | Александр Елин                                       |                            | 4:00         |
| 6.  | «Я не сошёл с ума»                               |                                                      |                            | 6:32         |
| 7.  | «Грязь»                                          |                                                      | Терентьев, Валерий Кипелов | 4:35         |
| 8.  | «Кто ты?»                                        |                                                      |                            | 4:49         |
| 9.  | «Машина смерти»                                  |                                                      |                            | 3:49         |
| 10. | «Время не ждет (видеоклип)» (CD Limited Edition) | Терентьев                                            |                            | 3:52         |

## Участники записи
- Сергей Сергеев – вокал
- Сергей Терентьев – гитара, клавишные
- Вячеслав Селин – гитара
- Алексей Барзилович – ударные
- Николай Коршунов – бас-гитара